# Arruda dos Pisões
Pour les articles homonymes, voir Arruda.
Arruda dos Pisões est une freguesia portugaise située dans le district de Santarém.
Avec une superficie de 9,70 km2 et une population de 560 habitants (2001), la paroisse possède une densité de 43,8 hab/km2.